# يلينا غورو
يلينا غورو (بالروسية: Гуро, Елена Генриховна)‏ (18 مايو 1877، سانت بطرسبرغ في روسيا - 23 أبريل 1913 في روسيا)؛ رسامة، كاتِبة وشاعرة روسية.

## روابط خارجية
- إيلينا غورو على موقع الموسوعة البريطانية (الإنجليزية)
- إيلينا غورو على موقع ميوزك برينز (الإنجليزية)
- إيلينا غورو على موقع ميوزك برينز (الإنجليزية)